# وینستون برایانت
وینستون برایانت (انگلیسی: Winston Bryant؛ ۳ اکتبر ۱۹۳۸) سیاست‌مدار اهل ایالات متحده آمریکا است.